# Voltinismus
Voltinismus (italienisch volta ‚Zeit, Drehung‘) ist ein Begriff aus der Insektenkunde (Entomologie) und beschreibt die Zahl der jährlich vollendeten Generationen einer Art.
Man unterscheidet:
- Univoltin (einbrütig) mit einer Generation pro Jahr (gelegentlich auch: monovoltin),
- Bivoltin mit zwei Generationen pro Jahr,
- Trivoltin mit drei Generationen pro Jahr,
- Polyvoltin oder plurivoltin mit immer aufeinanderfolgenden Generationen z. B. in Gebieten ohne Jahreszeiten, oder
- Semivoltin: die Vollendung einer Generation beansprucht länger als ein Jahr; der benötigte Zeitraum wird nicht benannt.

Manche Autoren reservieren den Ausdruck semivoltin für Arten mit zweijähriger Entwicklung, für Arten mit dreijähriger Entwicklung wird auch von merovoltin gesprochen. Gelegentlich wird dieser Ausdruck für Arten mit mehrjähriger Entwicklung unabhängig von der Zahl der Jahre verwendet, oder es werden darunter alle Zyklen über zwei Jahre zusammengefasst. Für mehrere Generationen im Jahr ohne Festlegung auf die Anzahl (also als Überbegriff zu bivoltin, trivoltin etc.) wird manchmal multivoltin gebraucht.
Der Begriff wird häufig auch im Seidenbau verwendet.